# ゴールデン大爆笑
『ゴールデン大爆笑』（ゴールデンだいばくしょう）は、1968年4月3日から同年9月25日までNET（現・テレビ朝日）系列局で放送された毎日放送製作の演芸番組である。放送時間は毎週水曜 19:00 - 19:30 （日本標準時）。
E・H・エリックと吾妻ひな子の司会によるモダン寄席。これに毎回ゲスト歌手の歌などを添える。

## 出演者

### 司会
- E・H・エリック
- 吾妻ひな子

### 出演芸人
- 東京コミックショウ
- 獅子てんや・瀬戸わんや
- 漫画トリオ
- 横山ホットブラザーズ
- 柳亭小痴楽
- 京唄子・鳳啓助
- 森乃福郎
- 横山やすし・西川きよし
- 若井はんじ・けんじ
- 夢路いとし・喜味こいし
- 花紀京

- 初代林家三平
- 中田ダイマル・ラケット
- 晴乃チック・タック
- かしまし娘
- トニー谷
- 柳家小せん (4代目)
- 月の家円鏡（後の八代目橘家圓蔵）
- 上方柳次・柳太
- 南利明
- 由利徹
- ほか[誰?]